# Doença do leite
Doença do leite é uma doença aguda, muitas vezes fatal, causada pela ingestão de leite, laticínios ou carne de boi ou carneiro que estejam contaminados por toxinas ingeridas pelos animais que se alimentaram de plantas ou ervas que contenham tremetol. É caracterizada por fraqueza, anorexia, vômito, constipação e às vezes tremores musculares. É causada pela intoxicação por tremetona um composto químico encontrado no tremetol que é facilmente encontrado em plantas da família Asteraceae.